# خوسيه ماريا باز (سياسي)
خوسيه ماريا باز (بالإسبانية: José María Paz)‏ هو عسكري وسياسي أرجنتيني، ولد في 9 سبتمبر 1791 في قرطبة في الأرجنتين، وتوفي في 22 أكتوبر 1854 في بوينس آيرس في الأرجنتين. حزبياً، نشط في Unitarian Party ‏. وقد انتخب Governor of Córdoba ‏.